# ارادان (آبدانان)
ارادان یک منطقهٔ مسکونی در ایران است که در دهستان ماسبی واقع شده‌است. براساس سرشماری مرکز آمار ایران در سال ۱۳۹۵، ارادان ۴۴ نفر جمعیت دارد.